# Saint-Paul-Trois-Châteaux

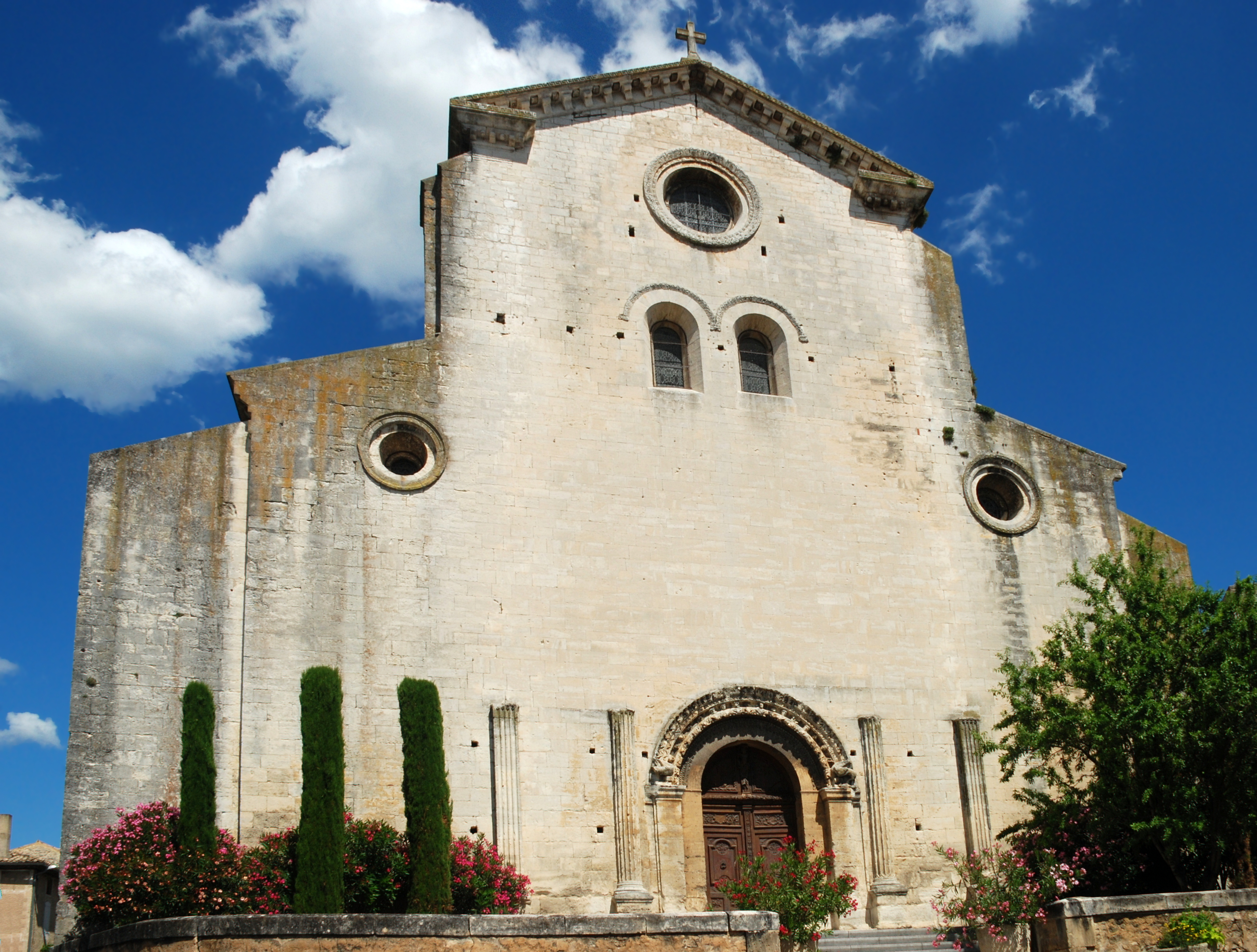
Kathedrale Notre-Dame in Saint-Paul

Saint-Paul-Trois-Châteaux ist eine Gemeinde im Süden Frankreichs, im Département Drôme. Die Stadt hat 8776 Einwohner (Stand 1. Januar 2022) und befindet sich im Kanton Le Tricastin im Arrondissement Nyons.

## Geografie
Saint-Paul-Trois-Châteaux liegt im provenzalischen Teil des Départements Drôme, in dessen äußerstem Süden es sich befindet. Im Westen befindet sich ein Seitenkanal der Rhone sowie das Kernkraftwerk Tricastin. Im Osten und im Süden wird der Ort von bewaldeten oder bewirtschafteten Hügeln umgeben.

## Etymologie
Ursprünglich hieß der Ort Saint-Paul-en-Tricastin. Später wurde Tricastin als lateinischer Ausdruck für Trois-Châteaux (drei Schlösser) aufgefasst.

## Bevölkerungsentwicklung
| Jahr                       | 1962 | 1968 | 1975 | 1982 | 1990 | 1999 | 2009 | 2016 |
| Einwohner                  | 2213 | 4350 | 4349 | 6412 | 6789 | 7277 | 8590 | 9026 |
| Quellen: Cassini und INSEE |      |      |      |      |      |      |      |      |

## Sehenswürdigkeiten
- Die Kathedrale Notre-Dame wurde im 12. Jahrhundert errichtet und ist ein Beispiel für die von der Antike geprägte romanische Architektur in der Provence.

## Persönlichkeiten
- Auguste Sibour (1792–1857), Erzbischof von Paris

## Städtepartnerschaften
- Eltmann, Deutschland (seit 1975)
- Trecate, Italien (seit 2003)[2]
- Kassel, Deutschland (seit 2009)

## Sport
Saint-Paul-Trois-Châteaux war 2011, 2012, 2018 und 2024 Startort einer Etappe der Tour de France.